# Марк (Мэймон)
Архиепи́скоп Марк (англ. Archbishop Mark, в миру Марк Алан Мэймон, англ. Mark Alan Maymon; 22 июня 1958, Нью-Олбани, штат Индиана) — архиерей Православной Церкви в Америке, архиепископ Филадельфийский и Восточно-Пенсильванский.
Тезоименитство — 25 апреля (апостола и евангелиста Марка).

## Биография
Родился 22 июня 1958 года в городе Нью-Олбани, штат Индиана, США. Был крещён в римо-католицизм в том же году в местной церкви Нашей Госпожи Приснопомогающей. Был пятым из восьми детей Джона Мэймона и Кэтрин Хоффман. В девять лет последовала его конфирмация.
Начальное образование (1-8 классы) получил в школе Богоматери Приснопомогающей и окончил среднюю школу Нью-Олбани в 1976 году, Осенью того же года начал обучение в Юго-Восточномуниверситете Индианы, но затем перевёлся в Университет Орала Робертса в Талсе, штат Оклахома. Около 10 лет активно участвовал в католическом харизматическом движении.
В мае 1985 года с отличием окончил бакалавриат Университета Орала Робертса, получив степень бакалавра искусств по специальности «Библейская литература с акцентом на Ветхий Завет» и степень бакалавра делового администрирования. В 1987 году с отличием окончил магистратуру того же университета (был назван студентом года по Ветхому Завету), получив степень магистра искусств в области библейской литературы. После он принял предложение стать адъюнкт-профессором Ветхого Завета в Университете Орала Робертса. В его обязанности входило преподавание Ветхого Завета и обзора Нового Завета для всех поступающих первокурсников, а также библейского иврита I и II, еврейских пророков, введения в Ветхий Завет, истории Израиля, литературы мудрости, древних ближневосточных цивилизаций и ветхозаветной теологии. Он также отвечал за надзор за четырнадцатью аспирантами и совместно преподавал методику преподавания. принял должность адъюнкт-профессора Ветхого Завета.
Во время учёбы в Университете Орала Робертса впервые заинтересовался восточным православием, отмечая «очень открытую и честную среду» в консервативном христианском университете имени евангелиста, который его основал. С православием он знакомился благодаря настоятелю Тулсанского Антониевского храма священника Георгия Эбера и профессоров Университета Орала Робертса Джерри Сэндиджея и Говарда Эрвином. Благодаря общению с православной церковью он всё меньше воспринимал Священное Писание как книгу университета и все больше как книгу Церкви. Слушая песнопение Православной Церкви на великой вечерне, утрени и Божественной литургии, Священное Писание открывалось ему совершенно по-другому. Кроме того, православные представляли Бога как любящего отца и пастыря, который приходит искать заблудших. Многие личные трудности, не преодоленные академическим изучением Писания, начали рассеиваться по мере того, как он учился более эффективно бороться через школу покаяния во время Великого поста. В итоге в Великую Среду 1989 года он был принят в православие через миропомазание, войдя в состав Американской архиепископии Антиохийского Патриархата. Вскоре после этого он обратился к антиохийскому митрополиту Америки Филиппу (Салибе) за благословением на поступление во Свято-Владимирскую духовную семинарии в Крествуде, штат Нью-Йорк. В 1991 году завершил подготовку к получению степени магистра богословия в Свято-Владимирской семинарии и ещё один год изучал церковную историю и патристику под руководством протопресвитера Иоанна Мейендорфа.
Летом 1991 и 1992 годов работал в «Антиохийской деревне» под руководством священников Павла Финли и Георгия Альбертса. Он также разработал учебную программу для христианских образовательных программ для летних лагерей (1991—1993). С 1992 по 1993 год работал в лагере «Антиохийской деревни» и конференц-центре в качестве менеджера выходного дня. Затем он переехал в Нью-Кенсингтон, штат Пенсильвания, где помогал священнику Иоанну Абдале в богослужениях, преподавал Библеистику, проводил занятия для исследователей и служил в приходском совете. С 1993 по 1997 год он работал психиатром в Mercy Psychiatric, имея дело с пациентами с «двойным диагнозом» (dual diagnosis), то есть с теми, кто имеет как психические заболевания, так и проблемы злоупотребления психоактивными веществами.
17 августа 1997 года в антиохийском храме святой Марии в Вилкс-Бэрри, штат Пенсильвания, епископом Селевкийским Антонием (Хури) рукоположён во диакона целибатом. 7 сентября того же года в Георгиевском храме в Питсбурге тем же епископом рукоположён во пресвитера. С сентября 1997 года по 31 декабря 2000 года служил в Иоанно-Богословском антиохийском храме в Бивер-Фоллз, штат Пенсильвания. В январе 2001 года он был назначен ассистентом священника Иоанна Эстефана на приходе Святого Георгия в Грэнд-Рэпидз, штат Мичиган. После Иоанна Эстефана на пенсию 1 января 2003 года, он тогда же принял на себя все обязанности по пастырству в приходе святого Георгия.
17 июля 2004 года на генеральной ассамблее Антиохийской Архиепископии, состоявшейся в Питтсбурге, штат Пенсильвания, выдвинут в числе 7 кандидатов на занятие 3 вакантных кафедр. 28 октября 2004 года Архиерейским Синодом Американской архиепископии Антиохийского Патриархата был официально избран на должность епископа Толедским и Среднего Запад. 5 декабря 2004 года в Успенском патриаршем соборе Дамаска состоялась его епископская хиротония, которую совершили: патриарх Антиохийский Игнатий IV, митрополит Триполийский Илия (Курбан), митрополит Захлийский Спиридон (Хури), митрополит Бейрутский Илия (Ауди), митрополит Аккарский Павел (Бандали), митрополит Хамаский Илия (Салиба), митрополит Тирский и Сидонский Илия (Кфури), митрополит Хомский Георгий (Абу-Захам), епископ Тартусский Василий (Мансур), епископ Дарайский Моисей (Хури), епископ Сейднайский Лука (Хури), епископ Каррский Гаттас (Хазим), епископ Майамский Антоний (Хури), епископ Питтсбургский Фома (Джозеф). В подчинение епископа Марка вошло почти 50 приходов в девяти штатах США и одной канадской провинции. 25 августа 2005 года епископ Марк был настолован в Георгиевском соборе в Толедо, штат Огайо.
В 2010 году наметился конфликт между митрополитом Филиппом и епископом Марком. Митрополит Филипп выразил недовольство распоряжением епископа Марка о проведении внешних ревизий во всех приходах епархии. Он отменил эти проверки в пользу внутреннего аудита, сообщив, что епископ Марк «изменил финансовое законодательство епархии … не поставив меня в известность». Он также обвинил епископа Марка в том, что он недостаточно внимательно следил за церковными фондами после растраты в православном соборе Святого Георгия в Толедо. 17-20 августа 2010 года Священный Синод Антиохийской православной церкви постановил, что все епископы в Североамериканской Архиепископии являются «вспомогательными епископами под руководством митрополита, который имеет полную юрисдикцию над архиепископией» и что «митрополит имеет право и полномочия переводить епископа из одной епархии в другую, как он сочтет необходимым в интересах Архиепископии и после обсуждения с архиепископским Синодом». Епископ Марк отказался подписать заявление, подтверждающее, что епархиальный архиереи являются вспомогательными епископами.
22 октября 2010 года, на Соборе Американской архиепископии Антиохийской Церкви, ввиду «нестроения в архиепископии», было решено перевести епископа Марка на Игл-Риверскую епархию. Однако, ссылаясь на своё здоровье, епископ заявил что не сможет служить в той части континента, и запросил канонический отпуст для перехода в состав Православной Церкви в Америке. Собор даровал разрешение на переход, но до конца декабря епископу Марку было позволено проживать в при Толедской епархиальной канцелярии, пока детали его перехода будут оформлены. 8 декабря 2010 года Митрополит Филипп предоставил канонический отпуст епископу Марку для перехода в каноническую юрисдикцию Православной церкви в Америке. Получив письмо от митрополита Филиппа, митрополит Иона (Паффхаузен) выразил свою «признательность за гармоничные отношения православной церкви в Америке и Антиохийской Архиепископии, как это было показано совсем недавно в переходе епископа Марка… Мы приветствуем Его Преосвященство епископа Марка в Православной Церкви в Америке и надеемся на тесное сотрудничество в служении и миссии». Было решено, что с 1 января 2011 года епископ Марк станет епископом Балтиморским, викарием Вашингтонской епархии, а также местоблюстителм епархией Юга.
Не позднее 31 мая того же года был освобождён от управления епархией Юга. Служил в качестве синодального посредника в различных комиссиях и отделах ПЦА.
13 ноября 2012 года после избрания архиепископа Филадельфийского и Восточно-Пенсильванского Тихона (Молларда) предстоятелем ПЦА назначен администратором Епархии Восточной Пенсильвании.
17 января 2014 года на епархиальной ассамблее Епархии Западной Пенсильвании, прошедшей в храме Святителя Николая в Бетлееме, штат Пенсильвания, был избран её правящим архиереем.
18 марта 2014 года решением Священного Синода Православной Церкви в Америке утверждён епископом Филадельфийским и Восточно-Пенсильванским. 10 мая того же года в Соборе святого Стефана в Филадельфии состоялась его интронизация.
20 марта 2015 года в Сайоссете, штат Нью-Йорк, по окончании заседаний Священного Синода Православной церкви в Америке был возведён в сан архиепископа.